# Elaphidion mucronatum
Elaphidion mucronatum là một loài bọ cánh cứng trong họ Cerambycidae.